# Aztekium ritteri
Espèce
Synonymes
- Aztekium ritterii (Boedeker) Boedeker ex A. Berger (préféré par BioLib)[1]
- Echinocactus ritteri Boed.[2] [3] [4]
- Echinocactus ritteri Boedeker[1]

Statut de conservation UICN

 LC  : Préoccupation mineure
Aztekium ritteri est une espèce de plantes à fleurs de la famille des Cactaceae (les cactus) et du genre Aztekium originaire du Mexique. Il est connu au Mexique sous le nom de “Peyotillo”. Il contient différentes substances actives.

## Culture
A. ritteri est généralement multipliés par semis. Il croit très lentement.

## Principes actifs
- N-methyltyramine
- hordenine
- anhalidine
- mescaline
- pellotine
- 3-methoxytyramine